# Краснодарская наступательная операция
Краснодарская наступательная операция или Краснодарско-Новороссийская наступательная операция — наступательная операция войск Северо-Кавказского фронта, проведённая при содействии Черноморского флота, продолжавшийся с 9 февраля по 24 мая 1943 года (118 суток). Составная часть Битвы за Кавказ.

## Цель и замысел операции
Цель операции — разгром немецких войск на Кубани.
Замысел советского командования состоял в том, чтобы ударами 9-й и 58-й армий с севера (главный удар), 37-й и 46-й армий с востока, силами Черноморской группы войск составом 18-й и 56-й армий с юга, окружить и уничтожить краснодарскую группировку противника, не допустив её отхода в Крым, составом 47-й армии разгромить группировку противника в районе Новороссийска. Силами Черноморского флота блокировать Керченский полуостров и прибрежную зону от Анапы до Феодосии, чтобы не допустить эвакуацию немецких войск в Крым.

## Силы сторон

### Германия
Действовавшая против советских войск 17-я армия (командующий армией — генерал-полковник Рихард Руофф) немецких войск состояла из пехотных и горнострелковых дивизий, нескольких отдельных частей:
| - 5-й армейский корпус (генерал пехоты Вильгельм Ветцель): - 9-я пехотная дивизия (Генерал-лейтенант Зигмунд фрайхерр фон Шляйниц); - 73-я пехотная дивизия (генерал пехоты Рудольф фон Бюнау, с 01.02.1943 — генерал-майор Йоханнес Недтвиг); - 3-я горнострелковая дивизия (Румыния); - 10-я пехотная дивизия (Румыния); - 44-й армейский корпус: - 6-я кавалерийская дивизия (Румыния); - 19-я кавалерийская дивизия (Румыния); - 125-я пехотная дивизия; - 1-я моторизованная дивизия; - 198-я пехотная дивизия; - 101-я пехотная дивизия; - 49-й горнострелковый корпус: - 1-я горнострелковая дивизия; - 4-я горнострелковая дивизия; - 49-я горнострелковая дивизия; - 46-я пехотная дивизия. |

### СССР
Северо-Кавказский фронт:
| - 9-я армия (генерал-майор, генерал-лейтенант (с 04.1943 г.) К. А. Коротеев, генерал-майор В. В. Глаголев (11 февраля — 22 марта 1943)): - 9-й стрелковый корпус: - 43-я стрелковая бригада; - 157-я стрелковая бригада; - 256-я стрелковая бригада; - 11-й гвардейский стрелковый корпус: - 7-я гвардейская стрелковая бригада; - 10-я гвардейская стрелковая бригада; - 34-я стрелковая бригада; - 57-я стрелковая бригада; - 11-й стрелковый корпус: - 19-я стрелковая бригада; - 84-я стрелковая бригада; - 131-я стрелковая бригада; - отдельные части и соединения; |

| - 37-я армия (Генерал-майор П. М. Козлов): - 2-я гвардейская стрелковая дивизия; - 223-я стрелковая дивизия; - 295-я стрелковая дивизия; - 389-я стрелковая дивизия; - 409-я стрелковая дивизия; - 414-я стрелковая дивизия; - отдельные части и соединения; |

| - 58-я армия (генерал-лейтенант К. С. Мельник): - 77-я стрелковая дивизия; - 276-я стрелковая дивизия; - 317-я стрелковая дивизия; - 351-я стрелковая дивизия; - 417-я стрелковая дивизия; - отдельные части и соединения; |

Черноморская группа войск Закавказского фронта в составе:
| - 18-я армия (генерал-майор А. И. Рыжов (январь — февраль 1943 г.), генерал-майор К. А. Коротеев (февраль-март 1943 г.) генерал-лейтенант К. Н. Леселидзе (с марта 1943 г.)): - 236-я стрелковая дивизия; - 353-я стрелковая дивизия; - 395-я стрелковая дивизия; - отдельные части и соединения; |

| - 46-я армия (генерал-лейтенант К. Н. Леселидзе, генерал-майор И. П. Рослый (январь — февраль 1943), генерал-майор А. И. Рыжов (февраль — март 1943), генерал-майор В. В. Глаголев): - 9-я горнострелковая дивизия; - 31-я стрелковая дивизия; - 40-я стрелковая бригада; - отдельные части и горнострелковые отряды; |

| - 47-я армия (генерал-лейтенант Ф. В. Камков, генерал-лейтенант К. Н. Леселидзе (январь — март 1943 г.), генерал-майор А. И. Рыжов (с марта 1943 г.)): - 339-я стрелковая дивизия; - 383-я стрелковая дивизия; - 242-я горно-стрелковая дивизия; - 8-я гвардейская стрелковая бригада; - 103-я стрелковая бригада; - отдельные части и батальоны морской пехоты; |

| - 56-я армия (генерал-майор А. И. Рыжов, генерал-майор, с апреля 1943 г. — генерал-лейтенант А. А. Гречко): - 10-й гвардейский стрелковый корпус: - 4-я гвардейская стрелковая бригада; - 5-я гвардейская стрелковая бригада; - 6-я гвардейская стрелковая бригада; - 32-я гвардейская стрелковая дивизия; - 55-я гвардейская стрелковая дивизия; - 61-я стрелковая дивизия; - 394-я стрелковая дивизия; - 20-я горно-стрелковая дивизия; - 83-я горно-стрелковая дивизия; - 9-я гвардейская стрелковая бригада; - 7-я стрелковая бригада; - 16-я стрелковая бригада; - 76-я стрелковая бригада; - 111-я стрелковая бригада; - отдельные части/ |

Авиационную поддержку осуществляла 4-я воздушная армия (генерал-майор авиации Н. Ф. Науменко) силами частей и соединений:
| - 216-я смешанная авиационная дивизия, - 217-я истребительная авиационная дивизия, - 229-я истребительная авиационная дивизия, - 218-я ночная бомбардировочная авиационная дивизия, - 219-я бомбардировочная авиационная дивизия, - 230-я штурмовая авиационная дивизия, - 446-й смешанный авиационный полк, - 760-й смешанный авиационный полк, - 43-й гвардейский штурмовой авиационный полк, - 228-й бомбардировочный авиационный полк, - 366-й отдельный разведывательный авиационный полк, - 23-я отдельная разведывательная авиационная эскадрилья, - 2-й бомбардировочный авиационный корпус - 223-я бомбардировочная авиационная дивизия; - 285-я бомбардировочная авиационная дивизия; - 2-й смешанный авиационный корпус - 214-я штурмовая авиационная дивизия - 201-я истребительная авиационная дивизия - 3-й истребительный авиационный корпус - 265-я истребительная авиационная дивизия - 278-я истребительная авиационная дивизия - 132-я бомбардировочная авиационная дивизия, - 219-я бомбардировочная авиационная дивизия, - 230-я штурмовая авиационная дивизия, - 216-я смешанная авиационная дивизия, - 229-я истребительная авиационная дивизия, - 236-я истребительная авиационная дивизия, - 287-я истребительная авиационная дивизия, - 218-я ночная бомбардировочная авиационная дивизия, - 43-й гвардейский штурмовой авиационный полк, - 84-й истребительный авиационный полк, - 269-й истребительный авиационный полк, - 718-й истребительный авиационный полк, - 228-й бомбардировочный авиационный полк, - 366-й отдельный разведывательный авиационный полк, - 742-й отдельный разведывательный авиационный полк, - 23-я отдельная разведывательная авиационная эскадрилья, |

и 5-я воздушная армия (Генерал-лейтенант авиации С. К. Горюнов) из состава Черноморской группы войск Закавказского фронта силами частей и соединений:
| - 132-я бомбардировочная авиационная дивизия, - 236-я истребительная авиационная дивизия, - 295-я истребительная авиационная дивизия, - 718-й смешанный авиационный полк, - 742-й отдельный разведывательный авиационный полк, - 763-й легкобомбардировочный авиационный полк, - 267-й истребительный авиационный полк, - 718-й истребительный авиационный полк, - 502-й штурмовой авиационный полк. |

Черноморская группа войск 5 февраля 1943 года передана из состава Закавказского фронта в состав Северо-Кавказского фронта. Полевое управление Черноморской группы расформировано 15 марта, а войска переданы Северо-Кавказскому фронту.
|  |  |  |  |

Черноморская группа войск 5 февраля 1943 года передана из состава Закавказского фронта в состав Северо-Кавказского фронта. Полевое управление Черноморской группы расформировано 15 марта, а войска переданы Северо-Кавказскому фронту.

## Ход операции
Наступление войск Северо-Кавказского фронта началось 9 февраля. Противник, оказывая упорное сопротивление, отводил главные силы на юго-запад. Части Северо-Кавказского фронта испытывали некомплект личного состава, боеприпасов и горючего. Перейдя в наступление, 37-я армия прорвала оборону противника, создав угрозу немецким войскам под Краснодаром с северо-востока. 12 февраля части и соединения 18-й и 46-й армий при содействии партизан освободили Краснодар. Противник начал отвод войск на Таманский полуостров, нанёс несколько контрударов по частям 9-й и 58-й армий при поддержке авиации 4-го воздушного флота. В худшем положении оказались части 58-й армии — будучи зажатыми в плавнях, они несли большие потери.
Части 4-й и 5-й воздушных армий в воздушных боях уничтожили 157 самолётов противника, положив начало Воздушному сражению на Кубани, которое в последующем привело к господству в воздухе советской авиации в последующие годы Великой Отечественной войны. Черноморская группа войск получала значительную помощь по перевозке пополнений, боевой техники и боеприпасов со стороны Черноморского флота.
В середине февраля противник резко усилил сопротивление и начал эвакуацию в Крым тыловых частей и учреждений, награбленного имущества. Корабли Черноморского флота и авиация 4-й и 5-й воздушных армий наносили удары по кораблям и судам немцев. Тем не менее, полностью нарушить морское сообщения противника не удалось. Ставкой ВГК 22 февраля отдан приказ Северо-Кавказскому фронту о выходе войск фронта на пути отхода основных сил 17-й армии, её окружению и уничтожению. Наступление войск фронта было возобновлено 23 февраля. В районах станиц Славянская, Абинская и Крымская были завязаны ожесточённые бои, которые желаемого результата не принесли. В период с 28 февраля по 4 марта войска 17-й армии при поддержке авиации 4-го воздушного флота предприняли сильные контратаки, особенно в полосе 58-й А. Ударами 37-й и 9-й армий войска фронта вынудили немецкие войска в ночь на 9 марта начать отход на подготовленный рубеж обороны. Преследуя противника, войска фронта овладели важными узлами обороны и к середине марта вышли на новый оборонительный рубеж немецких войск в 60-70 км западнее Краснодара, который прорвать сходу не смогли. По указанию Ставки ВГК войска Северо-Кавказского фронта 16 марта перешли к обороне, начав подготовку новой наступательной операции с целью разгрома противника на Таманском полуострове

## Итоги операции
За умелое руководство войсками в ходе боёв за Кавказ и Кубань 1 февраля 1943 года командующий немецкими войсками на Кубани Э. фон Клейст был произведён в чин генерал-фельдмаршала и 17 февраля за выдающиеся военные заслуги пожалован «Дубовыми листьями» к Рыцарскому кресту Железного креста. 
За отличия в боях по освобождению Краснодара Приказом ВГК от 12 февраля 1943 года 3 соединения 46-й армии получили почётное наименование «Краснодарские». За проявленные мужество и героизм в операции 82 воина удостоены звания Герой Советского Союза.
В феврале 1943 года группой альпинистов 46-й армии были сняты с вершин Эльбруса немецкие флаги и установлены флаги СССР (13 февраля 1943 года советский флаг был водружён на западной вершине группой под командованием лейтенанта Н. Гусака, а 17 февраля 1943 года — на восточной, группой под руководством А. Гусева).
В результате операции советские войска, нанеся врагу значительный урон, овладели городом Краснодар и к 24 мая 1943 года вышли на рубеж Калабатка, (исключительно) Киевское, (исключительно) Новороссийск.
Командующий 17-й армией генерал-полковник Рихард Руофф после поражения в боях на Кубани 1 июля 1943 года был отстранён от командования и отчислен в резерв.

## Воины, удостоенные наград за операцию
| - Осипов Василий Николаевич, гвардии капитан, заместитель командира эскадрильи 5-го гвардейского авиационного полка дальнего действия 50-й авиационной дивизии дальнего действия 6-го авиационного корпуса дальнего действия Указом Президиума Верховного Совета СССР от 13 марта 1944 года удостоен звания дважды Героя Советского Союза. Золотая Звезда № 19. - Таран Павел Андреевич, майор, командир эскадрильи 5-го гвардейского авиационного полка дальнего действия 50-й авиационной дивизии дальнего действия 6-го авиационного корпуса дальнего действия Указом Президиума Верховного Совета СССР от 13 марта 1944 года удостоен звания дважды удостоен звания Героя Советского Союза. Золотая Звезда № 18. - Азаров Сергей Семенович, гвардии старший лейтенант, заместитель командира эскадрильи 57-го гвардейского истребительного авиационного полка 216-й смешанной авиационной дивизии 4-й воздушной армии Северо-Кавказского фронта Указом Президиума Верховного Совета СССР от 2 сентября 1943 года удостоен звания Героя Советского Союза. Посмертно. - Аронова Раиса Ермолаевна, гвардии лейтенант, старший летчик 46-го гвардейского ночного бомбардировочного авиационного Таманского Краснознаменного полка (325-я ночная бомбардировочная авиационная дивизия, 4-я воздушная армия) Указом Президиума Верховного Совета СССР от 15 мая 1946 года удостоена звания Героя Советского Союза. Золотая Звезда № 8961. - Бадюк Михаил Михайлович, гвардии старшина, старший воздушный стрелок-радист 9-го гвардейского минно-торпедного авиационного полка 5-й минно-торпедной авиационной дивизии Военно-воздушных сил Северного флота, Указом Президиума Верховного Совета СССР от 22 февраля 1944 года удостоена звания Героя Советского Союза. Золотая Звезда № 2760. - Буткевич Леонид Владимирович, командир взвода 1331-го стрелкового полка 318-й стрелковой дивизии 18-й армии Северо-Кавказского фронта, лейтенант, Указом Президиума Верховного Совета СССР от 25 октября 1943 года удостоена звания Героя Советского Союза. Золотая Звезда № 1159. - Вильямсон Александр Александрович, командир эскадрильи 104-го гвардейского истребительного авиационного полка, гвардии капитан, Указом Президиума Верховного Совета СССР от 27 июня 1945 года удостоен звания Герой Советского Союза. Золотая звезда № 7875. - Виноградов Александр Дмитриевич, командир роты 1-го гвардейского стрелкового полка (2-я гвардейская стрелковая дивизия, 56-я армия, Северо-Кавказский фронт), гвардии старший лейтенант, Указом Президиума Верховного Совета СССР от 25 октября 1943 года удостоен звания Герой Советского Союза. Золотая звезда № 2162. - Воронов Виктор Федорович, штурман 190-го штурмового авиационного полка 214-й штурмовой авиационной дивизии 4-й воздушной армии Северо-Кавказского фронт, майор, Указом Президиума Верховного Совета СССР от 24 августа 1943 года удостоен звания Герой Советского Союза. Золотая звезда № 1010. - Глинка Борис Борисович, лейтенант, адъютант эскадрильи 45-го истребительного авиационного полка (216-я смешанная авиационная дивизия, 4-я воздушная армия, Северо-Кавказский фронт), Указом Президиума Верховного Совета СССР от 24 мая 1943 года удостоен звания Герой Советского Союза. Золотая звезда № 991. - Глинка Дмитрий Борисович, начальник воздушно-стрелковой службы 45-го истребительного авиационного полка (216-я смешанная авиационная дивизия, 4-я воздушная армия, Северо-Кавказский фронт), старший лейтенант, Указом Президиума Верховного Совета СССР от 21 апреля 1943 года удостоен звания Герой Советского Союза. Золотая звезда № 906. - Гущин Борис Петрович, гвардии капитан, штурман звена 5-го гвардейского авиационного полка Указом Президиума Верховного Совета СССР от 18 сентября 1943 года удостоен звания Герой Советского Союза. Золотая звезда № 1754. - Дема Леонид Васильевич, капитан, помощник командира 112-го гвардейского истребительного полка по воздушно-стрелковой службе 10-й гвардейской истребительной авиационной дивизии 10-го истребительного авиационного корпуса 2-й воздушной армии 26 октября 1944 года удостоен звания Героя Советского Союза. Золотая Звезда № 5120. - Ефременко Иван Сергеевич, младший лейтенант, воздушный стрелок 805-го штурмового авиационного полка 230-й штурмовой авиационной дивизии 4-й воздушной армии Указом Президиума Верховного Совета СССР от 24 мая 1943 года удостоен звания Герой Советского Союза. Золотая Звезда не вручена в связи с гибелью. - Золотухин Борис Александрович, командир эскадрильи 502-го штурмового авиационного полка 214-й штурмовой авиационной дивизии Указом Президиума Верховного Совета СССР от 18 августа 1945 года удостоен звания Герой Советского Союза. Золотая Звезда № 4193. - Зуб Николай Антонович, подполковник, командир 210-го штурмового авиационного полка 230-й штурмовой авиационной дивизии 4-й воздушной армии Указом Президиума Верховного Совета СССР от 13 апреля 1944 года удостоен звания Герой Советского Союза. Посмертно. - Искрин Николай Михайлович, гвардии старший лейтенант, заместитель командира эскадрильи 16-го гвардейского истребительного авиационного полка (216-я смешанная авиационная дивизия, 4-я воздушная армия, Северо-Кавказский фронт) Указом Президиума Верховного Совета СССР от 24 августа 1943 года удостоен звания Герой Советского Союза. Золотая Звезда № 2655. - Истрашкин Владимир Иванович,майор, помощник командира по воздушно-стрелковой службе 979-го истребительного авиационного полка, 229-й истребительной авиационной дивизии 4-й воздушной армии Указом Президиума Верховного Совета СССР от 26 октября 1944 года удостоен звания Героя Советского Союза. Золотая Звезда № 4843. - Калиниченко Семен Зиновьевич, капитан, штурман авиационной эскадрильи 367-го бомбардировочного авиационного полка (188-я бомбардировочная авиационная дивизия) Указом Президиума Верховного Совета СССР от 18 августа 1945 года удостоен звания Герой Советского Союза. Золотая звезда № 8726. - Кандыбин Борис Григорьевич, старший лейтенант, командир звена 237-го штурмового авиационного полка (305-я штурмовая авиационная дивизия), Указом Президиума Верховного Совета СССР от 19 августа 1944 года удостоен звания Герой Советского Союза. Золотая звезда № 4363. - Карданов Кубати Локманович, капитан, заместитель командира эскадрильи 88-го истребительного авиационного полка 229-й истребительной авиационной дивизии 4-й воздушной армии Указом Президиума Верховного Совета СССР 24 августа 1943 года удостоен звания Герой Советского Союза. Золотая Звезда № 1147. - Карпов Александр Дмитриевич, лейтенант, командир звена 30-го разведывательного авиационного полка (ВВС Черноморского флота) Указом Президиума Верховного Совета СССР от 6 марта 1945 года удостоен звания Герой Советского Союза. Золотая Звезда № 5889. - Кирсанов Владимир Михайлович, старший лейтенант, командир звена 502-го штурмового авиационного полка 214-й штурмовой авиационной дивизии Указом Президиума Верховного Совета СССР от 18 августа 1945 года удостоен звания Герой Советского Союза. Золотая Звезда № 7946. - Климов Василий Владимирович, майор, штурман 15-го истребительного авиационного полка 278-й истребительной авиационной дивизии 3-го истребительного авиационного корпуса 16-й воздушной армии 15 мая 1946 года удостоен звания Герой Советского Союза. Золотая Звезда № 8265. - Клубов Александр Федорович, заместитель командира истребительной авиационной эскадрильи 16-го гвардейского Сандомирского истребительного авиационного полка 9-й гвардейской истребительной авиационной дивизии, гвардии капитан, Указом Президиума Верховного Совета СССР от 13 апреля 1944 года удостоен звания Герой Советского Союза. Золотая звезда № 1320. - Коваль Дмитрий Иванович, лейтенант, старший лётчик 45-го истребительного авиационного полка (216-я смешанная авиационная дивизия, 4-я воздушная армия, Северо-Кавказский фронт) Указом Президиума Верховного Совета СССР от 24 мая 1943 года удостоен звания Герой Советского Союза. Посмертно. - Колбеев Александр Никитич, майор, командир эскадрильи 190-го штурмового авиационного полка 214-й штурмовой авиационной дивизии 15-й воздушной армии Указом Президиума Верховного Совета СССР от 26 октября 1944 года удостоен звания Герой Советского Союза. Золотая Звезда № 5361. - Колесник Василий Артемович, капитан, командир эскадрильи 88-го истребительного авиационного полка 216-й истребительной авиационной дивизии 4-й воздушной армии Северо-Кавказского фронта, Указом Верховного Совета СССР 24 августа 1943 года удостоен звания Герой Советского Союза. Золотая звезда № 1150. - Кологривов Михаил Михайлович, гвардии капитан, командир эскадрильи 6-го гвардейского истребительного авиационного Севастопольского дважды Краснознамённого полка (11-я штурмовая авиационная дивизия, ВВС Черноморского флота) Указом Президиума Верховного Совета СССР от 5 ноября 1944 года удостоен звания Герой Советского Союза. Золотая звезда № 3819. - Комельков Михаил Сергеевич, заместитель командира 104-го гвардейского истребительного авиационного полка, гвардии капитан, Указом Верховного Совета СССР 27 июня 1945 года удостоен звания Герой Советского Союза. Золотая звезда № 6600. - Кочергин Григорий Климентьевич, лейтенант, командир звена 502-го штурмового авиационного полка 295-й истребительной авиационной дивизии 5-й воздушной армии Указом Президиума Верховного Совета СССР 17 апреля 1943 года удостоен звания Герой Советского Союза. Золотая Звезда № 1004. - Кочетов Александр Васильевич, старший лейтенант, командир эскадрильи 43-го истребительного авиационного полка 278-й истребительной авиационной дивизии 3-го истребительного авиационного корпуса 8-й воздушной армии 13 апреля 1944 года удостоен звания Герой Советского Союза. Золотая Звезда № 1310. - Кошуков Вениамин Борисович, лейтенант, заместитель командира эскадрильи 622-го штурмового авиационного полка 214-й штурмовой авиационной дивизии 4-й воздушной армии Указом Президиума Верховного Совета СССР от 13 апреля 1944 года удостоен звания Герой Советского Союза. Золотая Звезда № 3656. - Куников Цезарь Львович, майор, командир 3-го боевого участка противодесантной обороны Новороссийской военно-морской базы Черноморского флота, командир отдельного вспомогательного десантного отряда морской пехоты Указом Президиума Верховного Совета СССР от 17 апреля 1943 года удостоен звания Герой Советского Союза. Посмертно. - Куропятников Григорий Александрович, старшина 2-й статьи, командир отделения минёров сторожевого катера «СК-065» 5-го дивизиона сторожевых катеров Охраны водного района Черноморского флота Указом Президиума Верховного Совета СССР от 24 июля 1943 года удостоен звания Герой Советского Союза. Золотая Звезда № 1050. - Лаар Иосиф Иосифович, гвардии рядовой, стрелок 15-го гвардейского стрелкового полка 2-й гвардейской стрелковой дивизии 56-й армии Северо-Кавказского фронта Указом Президиума Верховного Совета СССР от 25 октября 1943 года удостоен звания Герой Советского Союза. Посмертно. - Лавицкий Николай Ефимович, лейтенант, командир звена 45-го истребительного авиационного полка 216-й истребительной авиационной дивизии 4-й воздушной армии Северо-Кавказского фронта Указом Президиума Верховного Совета СССР от 24 августа 1943 года удостоен звания Герой Советского Союза. Посмертно. - Лавренов Александр Филиппович, лейтенант, помощник по воздушно-Стрелковой Службе командира 291-го истребительного авиационного полка 265-й истребительной авиационной дивизии 3-го истребительного авиационного корпуса 4-й воздушной армии 1 ноября 1943 года удостоен звания Герой Советского Союза. Золотая Звезда № 1273. - Лавроненко Иван Васильевич, старший лейтенант, заместитель командира эскадрильи 239-го истребительного авиационного полка 26 октября 1944 года удостоен звания Герой Советского Союза. Посмертно. - Лещенко Вячеслав Сергеевич, лейтенант, заместитель командира эскадрильи 4-го истребительного авиационного полка 287-й истребительной авиационной дивизии 4-й воздушной армии Указом Президиума Верховного Совета СССР 24 августа 1943 года удостоен звания Герой Советского Союза. Золотая Звезда № 1142. - Наржимский Владимир Александрович, гвардии капитан, заместитель командира эскадрильи 11-го гвардейского истребительного авиационного полка 2-й гвардейской минно-торпедной авиационной дивизии Военно-воздушных сил Черноморского флота Указом Президиума Верховного Совета СССР 6 марта 1945 года удостоен звания Герой Советского Союза. Золотая Звезда № 4036. - Николаев Николай Иванович, гвардии старший лейтенант, командир эскадрильи 8-го гвардейского штурмового Феодосийского авиационного полка (11-я штурмовая авиационная дивизия, ВВС Черноморского флота) Указом Президиума Верховного Совета СССР 16 мая 1944 года удостоен звания Герой Советского Союза. Золотая Звезда не вручена в связи с гибелью. - Олейник Григорий Никитович, капитан, заместитель командира эскадрильи 293-го истребительного авиационного полка 287-й истребительной авиационной дивизии 4-й воздушной армии Указом Президиума Верховного Совета СССР 24 августа 1943 года удостоен звания Герой Советского Союза. Золотая Звезда № 1141. - Онопченко Николай Маркович, старший лейтенант, командир эскадрильи 163-го гвардейского истребительного авиационного полка 229-й истребительной авиационной дивизии 4-й воздушной армии 15 мая 1946 года удостоен звания Герой Советского Союза. Золотая Звезда № 9010. - Опалев Владимир Никифорович, старший лейтенант, командир эскадрильи 622-го штурмового авиационного полка 214-й штурмовой авиационной дивизии 2-го Смешанного Авиационного Корпуса 8-й воздушной армии Указом Президиума Верховного Совета СССР от 13 апреля 1944 года удостоен звания Герой Советского Союза. Золотая Звезда № 3174. - Осадчиев Александр Дмитриевич, старший лейтенант, командир эскадрильи 43-го истребительного авиационного полка 278-й истребительной авиационной дивизии 3-го истребительного авиационного корпуса 16-й воздушной армии 15 мая 1946 года удостоен звания Герой Советского Союза. Золотая Звезда № 8994. - Остапенко Иван Петрович, капитан, командир эскадрильи 7-го гвардейского штурмового авиационного полка 230-й штурмовой авиационной дивизии 4-й воздушной армии Указом Президиума Верховного Совета СССР от 23 февраля 1945 года удостоен звания Герой Советского Союза. Золотая Звезда № 5319. - Павлов Григорий Родионович, заместитель командира эскадрильи 42-го гвардейского истребительного авиаполка 9-й гвардейской истребительной авиадивизии 4-й воздушной армии Северо-Кавказского фронта, гвардии старший лейтенант, Указом Президиума Верховного Совета СССР от 2 сентября 1943 года удостоен звания Героя Советского Союза. Золотая Звезда № 1152. - Парфенова Зоя Ивановна, (Акимова Зоя Ивановна), гвардии старший лейтенант, заместитель командира эскадрильи 46-го гвардейского ночного бомбардировочного авиационного полка 325-й ночной бомбардировочной авиационной дивизии 4-й воздушной армии 2-го Белорусского фронта Указом Президиума Верховного Совета СССР от 18 августа 1945 года удостоена звания Героя Советского Союза. Золотая Звезда № 7968. - Пасько Евдокия Борисовна, гвардии старший лейтенант, штурман эскадрильи 46-го гвардейского ночного бомбардировочного авиационного полка 325-й ночной бомбардировочной авиационной дивизии 4-й воздушной армии 2-го Белорусского фронта Указом Президиума Верховного Совета СССР от 26 октября 1944 года удостоена звания Героя Советского Союза. Золотая Звезда № 4499. - Печеный Николай Николаевич, командир эскадрильи 42-го гвардейского истребительного авиаполка 269-й истребительной авиадивизии 4-й воздушной армии 2-го Белорусского фронта, гвардии майор, Указом Президиума Верховного Совета СССР от 15 мая 1946 года удостоен звания Героя Советского Союза. Золотая Звезда № 8097. - Плотянский Петр Трофимович, старший лейтенант, командир отдельной разведывательной роты 107-й отдельной стрелковой бригады (18-я армия, Северо-Кавказский фронт) Указом Президиума Верховного Совета СССР от 25 октября 1943 года удостоен звания Героя Советского Союза. Золотая Звезда № 2028. - Подымахин Матвей Прокопьевич, старший лейтенант, командир звена 2-й бригады торпедных катеров Новороссийской военно-морской базы Черноморского флота Указом Президиума Верховного Совета СССР от 5 ноября 1944 года удостоен звания Герой Советского Союза. Золотая Звезда № 5893. - Покрышкин Александр Иванович, гвардии капитан, командир эскадрильи 16-го гвардейского истребительного авиационного полка 9-й гвардейской истребительной авиационной дивизии Указом Президиума Верховного Совета СССР от 24 мая 1943 года удостоен звания Герой Советского Союза. Золотая Звезда № 993. - Примак Николай Алексеевич, красноармеец, пулемётчик 3-й пулемётной роты 723-го стрелкового полка 395-й стрелковой дивизии Северо-Кавказского фронта Указом Президиума Верховного Совета СССР от 24 мая 1943 года удостоен звания Герой Советского Союза. Посмертно. - Речкалов Григорий Андреевич, гвардии старший лейтенант, командир звена 16-го гвардейского истребительного авиационного полка (216-я смешанная авиационная дивизия, 4-я воздушная армия, Северо-Кавказский фронт) Указом Президиума Верховного Совета СССР от 24 мая 1943 года удостоен звания Герой Советского Союза. Золотая Звезда № 994. - Руднева Евгения Максимовна, гвардии старший лейтенант, штурман 46-го гвардейского ночного бомбардировочного авиационного полка 325-й ночной бомбардировочной авиационной дивизии 4-й воздушной армии 4-го Украинского фронта Указом Президиума Верховного Совета СССР 26 октября 1944 года удостоена звания Герой Советского Союза. Посмертно. - Рыбин Иван Петрович, майор, штурман 148-го истребительного авиационного полка 287-й истребительной авиационной дивизии 4-й воздушной армии Указом Президиума Верховного Совета СССР 24 августа 1943 года удостоен звания Герой Советского Союза. Посмертно. - Рыхлов Александр Дмитриевич, старший лейтенант, командир звена 36-го минно-торпедного авиационного полка (1-я минно-торпедная авиационная дивизия, ВВС Черноморского флота) Указом Президиума Верховного Совета СССР 16 мая 1945 года удостоен звания Герой Советского Союза. Золотая Звезда № 3639. - Рязанов Алексей Константинович, майор, командир эскадрильи 4-го истребительного авиационного полка 287-й истребительной авиационной дивизии 4-й воздушной армии Указом Президиума Верховного Совета СССР 24 августа 1943 года удостоен звания Герой Советского Союза. Золотая Звезда № 1143. - Синев Яков Михайлович, гвардии красноармеец, автоматчик отдельного батальона автоматчиков 9-й гвардейской стрелковой бригады (56-я армия, Северо-Кавказский фронт) Указом Президиума Верховного Совета СССР от 25 октября 1943 года удостоен звания Герой Советского Союза. Посмертно. - Тавадзе Давид Элизбарович, капитан, командир эскадрильи 190-го штурмового авиационного полка 214-й штурмовой авиационной дивизии Указом Президиума Верховного Совета СССР от 19 августа 1944 года удостоен звания Герой Советского Союза. Золотая Звезда № 5378. - Таран Петр Тихонович, сержант, командир отделения 26-го стрелкового полка 1-й отдельной дивизии Войск Народного комиссариата внутренних дел СССР 56-й армии Северо-Кавказского фронта Указом Президиума Верховного Совета СССР от 25 октября 1943 года удостоен звания Герой Советского Союза. Посмертно. - Тараненко Иван Андреевич, командир 298-го истребительного авиационного полка, подполковник, Указом Верховного Совета СССР 2 сентября 1943 года удостоен звания Герой Советского Союза. Золотая звезда № 1096. - Телешевский Михаил Захарович, капитан, заместитель командира эскадрильи 148-го истребительного авиационного полка 287-й истребительной авиационной дивизии 4-й воздушной армии Указом Президиума Верховного Совета СССР 24 августа 1943 года удостоен звания Герой Советского Союза. Посмертно. - Темченко Иван Васильевич, гвардии красноармеец, разведчик гвардейской отдельной разведывательной роты 2-й гвардейской Краснознаменной Таманской стрелковой дивизии имени М.И.Калинина 56-й армии Северо-Кавказского фронта Указом Президиума Верховного Совета СССР 24 августа 1943 года удостоен звания Герой Советского Союза. Посмертно. - Терлецкий Владимир Николаевич, гвардии старший сержант, шофёр боевой машины БМ-13 ("катюша") 273-го гвардейского миномётного дивизиона 50-го гвардейского миномётного полка Северо-Кавказского фронта Указом Президиума Верховного Совета СССР от 25 октября 1943 года удостоен звания Герой Советского Союза. Посмертно. - Терновой Борис Яковлевич, майор, командир 1007-го истребительного авиационного полка 9-го истребительного авиационного корпуса ПВО Указом Президиума Верховного Совета СССР от 18 августа 1945 года удостоен звания Герой Советского Союза. Золотая Звезда № 8603. - Ткаченко Михаил Николаевич, лейтенант, командир звена 210-го штурмового авиационного полка 230-й штурмовой авиационной дивизии 4-й воздушной армии Указом Президиума Верховного Совета СССР от 22 апреля 1944 года удостоен звания Герой Советского Союза. Золотая Звезда № 3433. - Труд Андрей Иванович, гвардии лейтенант, заместитель командира эскадрильи 16-го гвардейского истребительного авиационного полка 9-й гвардейской истребительной авиационной дивизии 8-й воздушной армии Указом Президиума Верховного Совета СССР от 13 апреля 1944 года удостоен звания Герой Советского Союза. Золотая Звезда № 4090. - Федоренко Василий Иванович, капитан, штурман 979-го истребительного авиационного полка 230-й штурмовой авиационной дивизии 4-й воздушной армии Указом Президиума Верховного Совета СССР от 24 мая 1943 года удостоен звания Герой Советского Союза. Золотая Звезда № 995. - Францев Евгений Иванович, гвардии старший лейтенант, лётчик 9-го гвардейского минно-торпедного авиационного полка 5-й гвардейской минно-торпедной авиационной дивизии Военно-воздушных сил Северного флота Указом Президиума Верховного Совета СССР от 19 августа 1944 года удостоен звания Герой Советского Союза. Золотая Звезда № 4047. - Хальзев Александр Иванович, старший лейтенант, заместитель командира эскадрильи 63-го ночного бомбардировочного авиационного Керченского Краснознаменного полка (132-я бомбардировочная авиационная дивизия, 8-я воздушная армия, 4-й Украинский фронт) Указом Президиума Верховного Совета СССР от 19 августа 1944 года удостоен звания Герой Советского Союза. Золотая Звезда № 4074. - Харлан Иван Федорович, старший лейтенант, заместитель командира эскадрильи 103-го штурмового авиационного полка 230-й штурмовой авиационной дивизии 4-й воздушной армии Указом Президиума Верховного Совета СССР от 23 февраля 1945 года удостоен звания Герой Советского Союза. Золотая Звезда № 5333. - Чуриков Николай Степанович, младший лейтенант, командир роты 241-го стрелкового полка (95-я стрелковая дивизия, 49-я армия, 2-й Белорусский фронт) Указом Президиума Верховного Совета СССР от 21 июля 1944 года удостоен звания Герой Советского Союза. Золотая Звезда № 5288. - Шадрин Геннадий Алексеевич, майор, командир эскадрильи 117-го гвардейского истребительного авиационного полка 236-й истребительной авиационной дивизии 17-й воздушной армии Указом Президиума Верховного Совета СССР 29 июня 1945 года удостоен звания Герой Советского Союза. Золотая Звезда № 8635. - Шаров Иван Александрович, майор, командир 24-го отдельного истребительно-противотанкового артиллерийского дивизиона 351-й стрелковой дивизии 58-й армии Северо-Кавказского фронта Указом Президиума Верховного Совета СССР 21 апреля 1943 года удостоен звания Герой Советского Союза. Посмертно. - Шибаев Алексей Васильевич, майор, помощник по воздушно-стрелковой службе командира 622-го штурмового авиационного полка 214-й штурмовой авиационной дивизии 15-й воздушной армии Указом Президиума Верховного Совета СССР от 18 августа 1945 года удостоен звания Герой Советского Союза. - Шмелев Илья Васильевич, майор, командир эскадрильи 4-го истребительного авиационного полка 287-й истребительной авиационной дивизии 4-й воздушной армии Указом Президиума Верховного Совета СССР от 24 августа 1943 года удостоен звания Герой Советского Союза Золотая Звезда № 1145. - Шпуняков Сергей Павлович, старший лейтенант, заместитель командира эскадрильи 402-го истребительного авиационного полка 265-й истребительной авиационной дивизии 3-го истребительного авиационного корпуса 16-й воздушной армии Указом Президиума Верховного Совета СССР от15 мая 1946 года удостоен звания Герой Советского Союза. Золотая Звезда № 7045. - Щербаков Александр Павлович, ефрейтор, командир сапёрного отделения 112-го отдельного инженерного батальона (37-я армия, Степной фронт) Указом Президиума Верховного Совета СССР от 20 декабря 1943 года удостоен звания Герой Советского Союза. Золотая Звезда № 3347. - Юхотников Николай Александрович, майор, штурман 214-й штурмовой авиационной дивизии 214-й штурмовой авиационной дивизии Указом Президиума Верховного Совета СССР от 18 августа 1945 года удостоен звания Герой Советского Союза. Золотая Звезда № 4192. |